# Motion Picture Herald
Motion Picture Herald a fost o publicație comercială a industriei cinematografice americane care a fost editată din 1931 până în decembrie 1972. Ea a fost înlocuită de QP Herald, care a apărut doar până în mai 1973. Publicația a fost înființată inițial sub numele Exhibitors Herald în 1915.

## Istoric

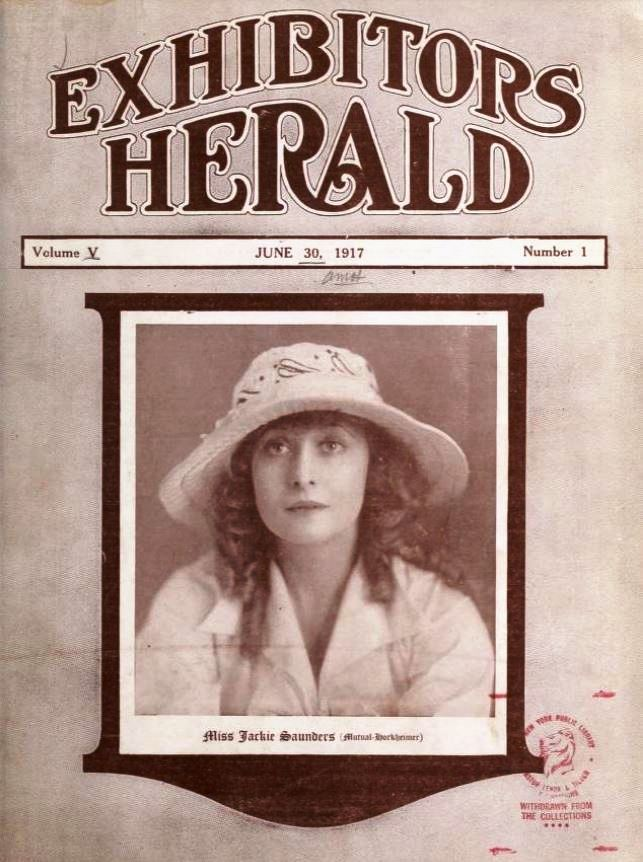
Coperta din iunie 1917 a revistei Exhibitors Herald cu actrița Jackie Saunders

Originile publicației datează din 1915, când o companie tipografică din Chicago a lansat o revistă de cinema ca publicație comercială regională pentru expozanții din Midwest sub titlul Exhibitors Herald.
Editorul Martin Quigley a cumpărat revista și în următoarele două decenii a transformat Exhibitors Herald într-o importantă publicație comercială națională a industriei cinematografice americane.
În 1917 Quigley a achiziționat o publicație cu profil similar intitulată Motography, realizând o fuziune a celor două reviste. O nouă fuziune, care a avut loc în decembrie 1927, când Quigley a achiziționat revista The Moving Picture World, a dus la apariția publicației Exhibitors Herald and Moving Picture World, al cărei nume a fost scurtat ulterior ca Exhibitors Herald World. Exhibitors Herald and Moving Picture World a încorporat, de asemenea, publicația The Film Index, care fusese fondată în 1906.
După ce a achiziționat Motion Picture News în 1930, el a fuzionat toate aceste publicații în Motion Picture Herald.
Biblioteca Digitală de Istorie Media conține ediții scanate din arhiva publicațiilor Exhibitors Herald (1917-1927), Exhibitors Herald and Moving Picture World (1928), Exhibitors Herald World (1929-1930) și Motion Picture Herald (1931–1956), care sunt disponibile online.